# Pilsbach
Pilsbach är en kommun i Österrike. Den ligger i distriktet Vöcklabruck i förbundslandet Oberösterreich, 200 kilometer väster om huvudstaden Wien. 
Kommunen består av tio orter (Ortschaften) (inom parentes invånarantal 1 januari 2024):

- Am Landlberg (47)
- Diesenbach (1)
- Einwald (2)
- Kien (41)
- Kirchstetten (157)
- Mittereinwald (10)
- Oberpilsbach (67)
- Schmidham (65)
- Untereinwald (117)
- Unterpilsbach (149)